# Aeropuerto Príncipe Mohammad Bin Abdulaziz
El Aeropuerto Internacional Príncipe Mohammad Bin Abdulaziz o Aeropuerto Príncipe Mohammad (IATA: MED, OACI: OEMA) es un aeropuerto regional al oeste de la ciudad saudí de Medina. Inaugurado en 1974, atiende principalmente vuelos de cabotaje, aunque cuenta con unos pocos vuelos internacionales regulares a destinos regionales como El Cairo, Damasco, y Estambul. También atiende vuelos chárter internacionales durante el Hajj.
Es el cuarto aeropuerto más grande de Arabia Saudita, atendió a 1.592.000 pasajeros en 2004, incluyendo 378.715 pasajeros Hajj. Tiene una media de 20-25 vuelos al día, aunque este número se triplica durante el Hajj y las vacaciones escolares.
Al igual que otros aeropuertos regionales de Arabia Saudita, tiene unos equipamientos muy modestos, con una terminal de una sola planta y un pequeño aparcamiento. Tiene dos pistas: una pista principal y una pista cruzada para las operaciones con vientos cruzados. Existen planes para mejorar el aeropuerto y adecuarlo a las especificaciones internacionales para poder optar a los tres millones de pasajeros al año.

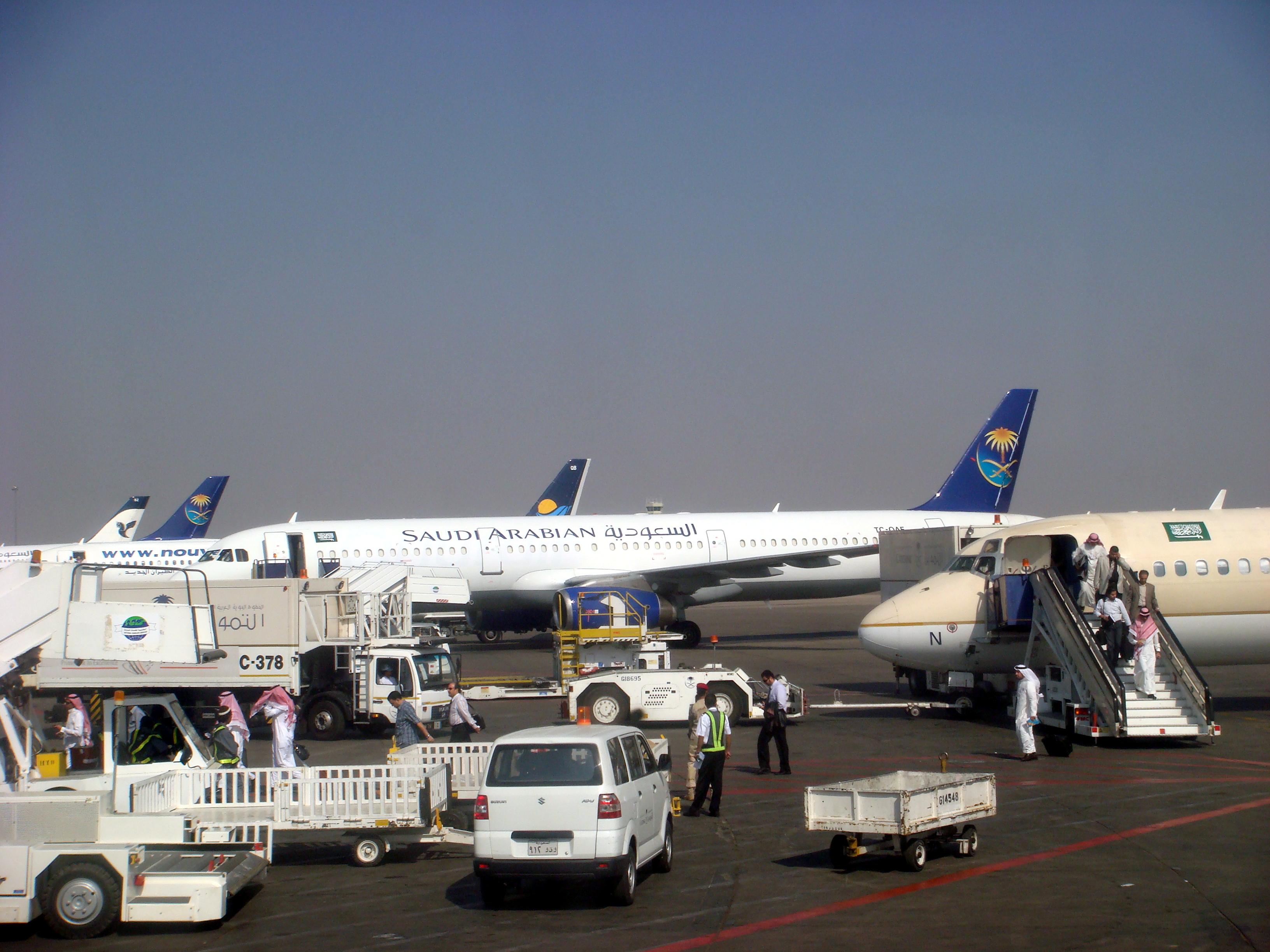
Aerolíneas charter durante el Hajj de 2008. También se ve, un E-70 regular de Saudi Airlines y un A300 de Iran Air.

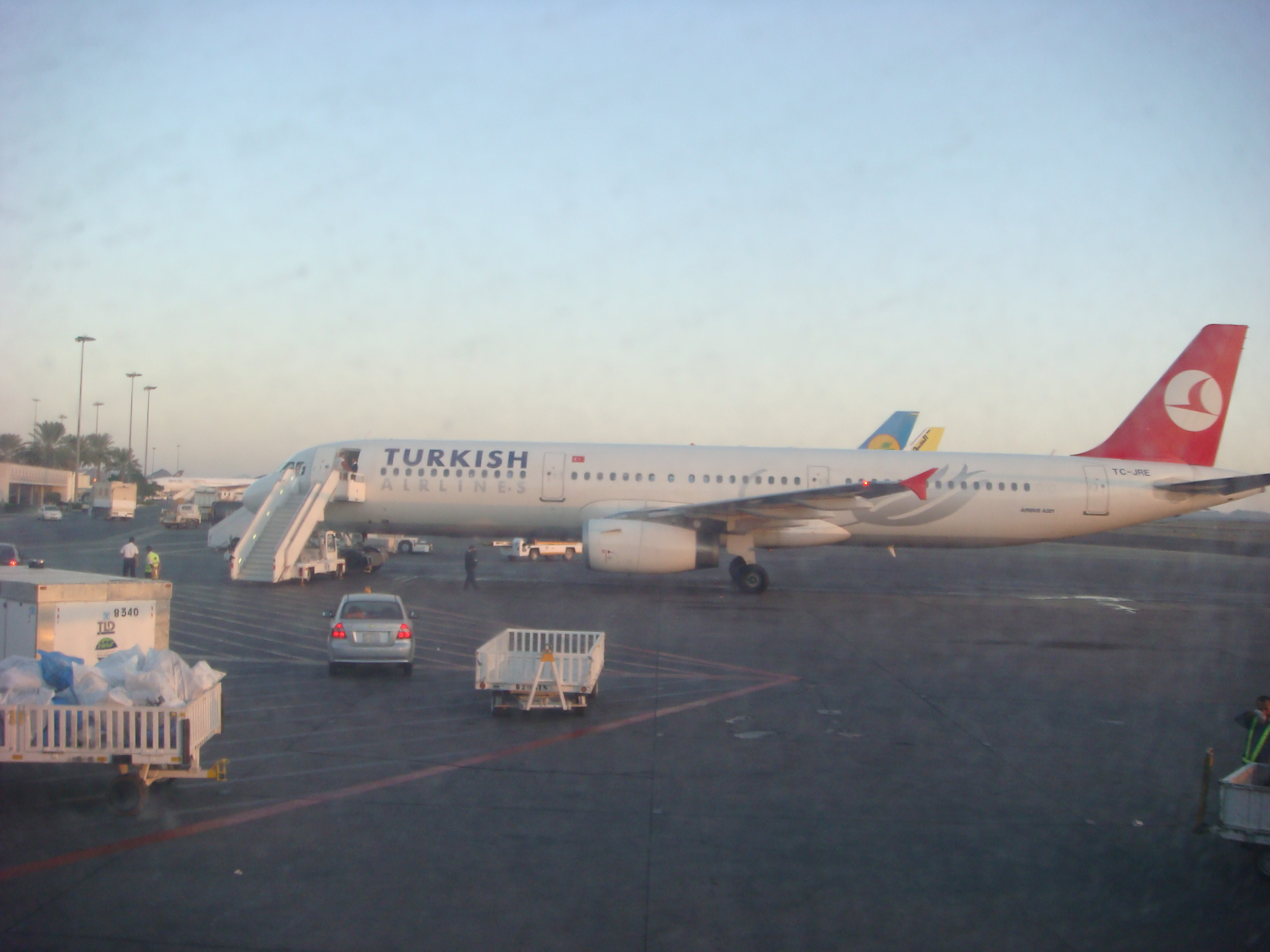
Vista de plataforma y llegadas internacionales. A la vista un Turkish Airlines regular procedente de Estambul, con charters para el Hajj de Uzbekistan Airways, Sudan Airways, Egypt Air y Saudia al fondo.

## Aerolíneas y destinos
| Aerolíneas                      | Destinos |
| ------------------------------- | --- |
| Air Algerie                     | Hajj: Argel, Orán |
| Air Arabia                      | Sharjah |
| China Southern Airlines         | Hajj: Urumchi |
| Egyptair                        | Alejandría, El Cairo |
| Emirates                        | Dubái |
| Etihad Airways                  | Abu Dabi |
| flydubai                        | Dubái |
| Flynas                          | Estambul-Sabiha Gökçen, Kuwait, Riad, Sharjah, Surabaya, Yida                                                                                                   |
| Garuda Indonesia                | Estacional: Medan |
| Gulf Air                        | Baréin |
| Kuwait Airways                  | Kuwait |
| Malaysia Airlines               | Hajj: Johor Bahru, Kuala Terengganu, Penang |
| Middle East Airlines            | Hajj: Beirut |
| Oman Air                        | Mascate |
| Pakistan International Airlines | Islamabad, Karachi, Lahore, Multan |
| Qatar Airways                   | Doha |
| Royal Air Maroc                 | Estacional: Agadir, Casablanca, Fez, Marrakech, Oujda, Rabat, Tánger                                                                                            |
| Royal Falcon                    | Amman-Marka |
| Royal Jordanian                 | Amman-Queen Alia |
| Saudia                          | Amán (comienza el 4 de julio), Arar, El Cairo, Dammam, Gassim, Hail, Islamabad, Estambul-Atatürk, Yeda, Jouf, Karachi, Lahore, Mumbai, Riad, Tabuk, Taif, Wedjh |
| Shaheen Air                     | Multan |
| Sudan Airways                   | Jartum |
| Turkish Airlines                | Estambul-Atatürk |
| UTair Aviation                  | Hajj: Magás |

## Incidentes
El 16 de marzo de 2001, el aeropuerto fue testigo de un sangriento final de un secuestro de un Tupolev 154 ruso de Vnukovo Airlines procedente de Estambul y con destino a Moscú transportando a 162 pasajeros. Los secuestradores, aparentemente Separatistas Chechenos, aterrizaron en el aeropuerto y exigieron combustible adicional para volar a Afganistán. Tras 18 horas de negociaciones fracasadas, las fuerzas de seguridad saudíes tomaron el avión por la fuerza y acabaron con el secuestro. Hubo tres muertos incluyendo un secuestrador, un pasajero turca y un tripulante de cabina de pasajeros ruso.